# Sepang (Pampangan)
Sepang is een bestuurslaag in het regentschap Ogan Komering Ilir van de provincie Zuid-Sumatra, Indonesië. Sepang telt 1615 inwoners (volkstelling 2010).